# Жук, Анатолий Михайлович
Анатолий Михайлович Жук (род. 1938, Логойский район, Минская область, БССР, СССР) — советский хозяйственный, государственный и политический деятель.

## Биография
Родился в 1938 году в деревне Буда, Логойский район, БССР.
Член КПСС. С 1957 года — на хозяйственной, общественной и политической работе.
В 1957—1999 годах — моторист, киномеханик в Плещеницком отделе культуры, агроном, директор совхоза «Селище» Логойского района, председатель Логойского райисполкома, первый секретарь Дзержинского райкома, первый секретарь Дзержинского горкома КПБ, первый заместитель председателя Минского облисполкома, председатель Минского областного комитета природных ресурсов и охраны окружающей среды.
Избирался депутатом Верховного Совета Белорусской ССР 11-го и 12-го созывов.
Живёт в Белоруссии.